# South Ribble
South Ribble is een Engels district in het shire-graafschap (non-metropolitan county OF county) Lancashire en telt 111.000 inwoners. De oppervlakte bedraagt 113 km².
Van de bevolking is 15,6% ouder dan 65 jaar. De werkloosheid bedraagt 2,2% van de beroepsbevolking (cijfers volkstelling 2001).

## Plaatsen in district South Ribble
- Leyland
- Walton-le-Dale

## Civil parishesin district South Ribble
- Cuerdale
- Farington
- Hutton
- Little Hoole
- Longton
- Much Hoole
- Penwortham
- Samlesbury